# Andrej Saje
Andrej Saje, slovenski duhovnik, profesor, kanonist, novomeški škof, * 22. april 1966, Novo mesto.

## Življenjepis
Osnovno šolo obiskoval v Mirni Peči, gimnazijo (takrat srednjo naravoslovno-matematično šolo) pa v Novem mestu, kjer je leta 1985 maturiral. Po odsluženem vojaškem roku v Jugoslovanski vojski (Bitola) in komaj začetem študiju na Fakulteti za gradbeništvo je leta 1985 vstopil v ljubljansko bogoslovje, študiral teologijo in filozofijo na Teološki fakulteti ter diplomiral leta 1994.
Jeseni leta 1997 je bil poslan na študij kanonskega prava v Rim, kjer je prebival v Papeškem kolegiju Tevtoniku, na Papeški univerzi Gregoriani pa je po magisteriju nadaljeval tudi doktorski študij, kjer je leta 2003 doktoriral.
Duhovniško posvečenje je prejel 29. junija 1992 v ljubljanski stolnici. Bil je kaplan v Grosupljem (1992–1994), zatem pa tri leta tajnik ljubljanskega nadškofa Alojzija Šuštarja (1994–1997).

### Novomeški škof
30. junija 2021 ga je papež Frančišek imenoval na mesto novomeškega škofa. V škofa je bil posvečen v domači župnijski cerkvi sv. Kancijana v Mirni Peči pri Novem mestu 26. septembra 2021. Od 24. marca 2022 je nastopil petletni mandat predsednika Slovenske škofovske konference do leta 2027.
Že med leti 2003 in 2013 (skupaj 10 let) je bil generalni tajnik Slovenske škofovske konference, katere predsednik je postal kot novomeški škof 14. marca 2022.

## Akademska kariera
Od leta 2003 je bil predavatelj na Teološki fakulteti v Ljubljani, kjer je bil docent, opravljal pa je tudi naloge duhovnega pomočnika v Selah in v Bajdišah pri Borovljah na Koroškem. 

### Univerzitetni nazivi
- asistent
- docent